# Alatakoh
Alatakoh est une localité du Cameroun située dans la région du Nord-Ouest, le département du Mezam, et la commune de Bamenda IIe.

## Population
Lors du recensement de 2005, on y a dénombré 162 personnes.